# Rafael del Pozo
Rafael Sánchez del Pozo (Jerez de la Frontera, Cádiz, España; 16 de octubre de 1951) fue un futbolista español que se desempeñaba como delantero.

## Clubes
| Club        | País   | Año         |
| ----------- | ------ | ----------- |
| Xerez CD    | España | 1971 - 1972 |
| Real Betis  | España | 1972 - 1975 |
| Cádiz CF    | España | 1975 - 1976 |
| Real Betis  | España | 1976 - 1979 |
| Palencia CF | España | 1979 - 1980 |
| Xerez CD    | España | 1980 - 1981 |